# Килиансрода
Килиансрода (нем. Kiliansroda) — община в Германии, в земле Тюрингия. 
Входит в состав района Веймар. Подчиняется управлению Меллинген.  Население составляет 223 человека (на 31 декабря 2010 года). Занимает площадь 3,99 км².
Коммуна подразделяется на 18 сельских округов.